# Westerhaven (Groningen)

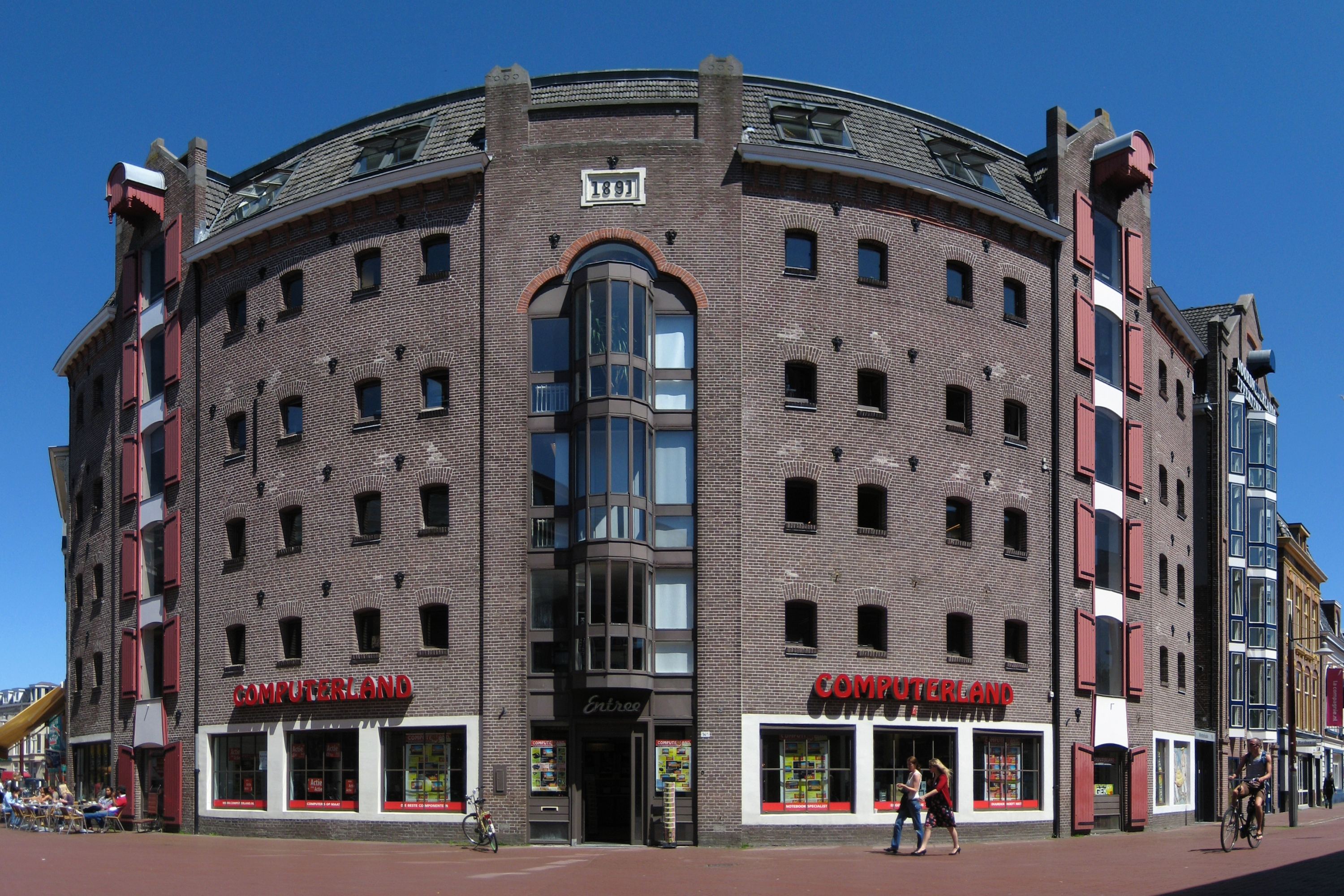
Het voormalige pakhuis Bremen-De Lauwers (1891), dat tot die werd gedempt aan de Westerhaven stond. Het gebouw is een gemeentelijk monument. (2010)

De Westerhaven is een winkelgebied en voormalige haven in de stad Groningen.

## Geschiedenis

### Haven
De naam verwijst naar de vroegere haven die na het slechten van de wallen van de Vesting Groningen in 1882 werd aangelegd in de voormalige stadsgracht rond de Adwinger. De loop van de gracht kan voor een groot deel nog teruggevonden worden op de plattegrond van de stad. Vanaf de Westerhaven naar het noorden volgde de gracht ongeveer de Blekerstraat en de Melkweg in de Schildersbuurt. Ten noorden daarvan is de oude gracht terug te vinden in de vijvers in het Noorderplantsoen. 
Iets eerder was in 1864 de Westerhavensluis aangelegd dat het Hoendiep ter plaatse met het in 1861 tot Noord-Willemskanaal vergraven Hoornsediep verbinden moest. 
Nadat de stadsgracht hier uitgroeide tot een laad- en losplaats voor beurtschepen en binnenvaartschepen werd in 1866 besloten het gebied tot haven te bestemmen. In 1874 werd begonnen met de ontmanteling van de vestingwerken in het kader van de Vestingwet en kon een begin worden gemaakt met de aanleg van de haven. Ook werd daarmee het bouwverbod buiten de stadswallen opgeheven. Ten oosten van de Westerhavensluis werd ondertussen de Zuiderhaven aangelegd. 
Er werden vooral graan en aardappelen overgeslagen in de haven en suikerbieten tijdens de suikerbietencampagne in het najaar. Rondom de Westerhaven verrezen een groot aantal graanpakhuizen voor de opslag van in de Korenbeurs verhandelde goederen, zoals Pakhuis Overijssel (1884) en Pakhuis Friesland (1912; nu beide rijksmonumenten). Aan zuidzijde ontstond het Eiland. De Westerhavensluis bleek echter een grote belemmering voor het scheepvaartverkeer. Er konden maar 60 tot 70 schepen per dag doorheen, waardoor er soms lange rijen wachtende schepen voor lagen, tot meer dan 300. De wachtende schippers leidden ertoe dat er een aantal cafés, logementen, winkeltjes en handelsondernemingen ontstonden, alsook een aantal fabriekjes. De haven werd daarentegen steeds minder populair doordat er een bochtig tracé moest worden gevolgd gevolgd door het wachten voor de sluis. Mulock Houwer liet in zijn Plan van Uitleg dan ook een nieuw omsnijdingskanaal opnemen: het Eendrachtskanaal, dat werd aangelegd tussen 1907 en 1909 en de haven omzeilde. Dit kanaal betekende in combinatie met het steeds meer toenemende verkeer over de weg de doodsteek voor de haven, die vervolgens door steeds minder schepen werd aangedaan. In de jaren 1930 raakte ook het Hoendiep in onbruik en werd gesproken over het dempen van het Hoendiep langs de A-weg om een betere verbinding met de Binnenstad te verkrijgen. Na de bevrijding van Groningen werd alvast een deel van het Hoendiep gedempt met puin van de verwoeste gebouwen.
De eerste plannen voor het dempen van de haven volgden in 1955. De slechte verbinding zorgde ervoor dat de Westerhaven zich als haven nimmer echt ontwikkelde. Tegelijkertijd vormde de haven wel een barrière voor het verkeer, waardoor uiteindelijk in de jaren zestig tot demping werd besloten. In 1960 besloot de gemeenteraad om de haven te dempen en begon het werk. In 1962 was de haven gedempt, maar pas eind 1963 was de grond hard genoeg om te beginnen met de werkzaamheden. In 1964 werd een nieuw parkeerterrein op de plek van de haven geopend.

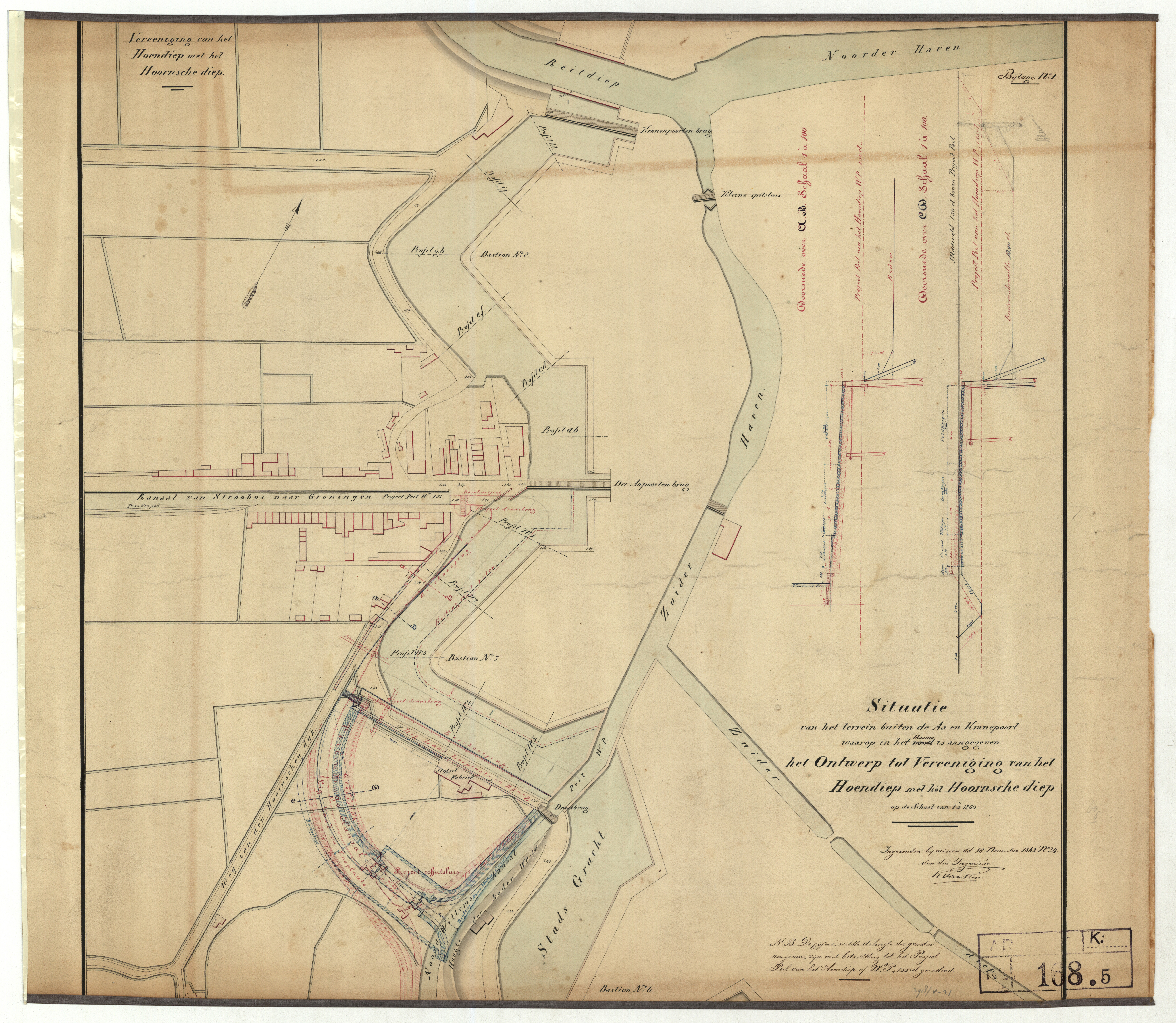
Plan voor de vereniging van het Hoendiep met het Hoornsche diep uit 1862, waarbij ook het Eiland ontstond en de Westerhavensluis werd aangelegd.
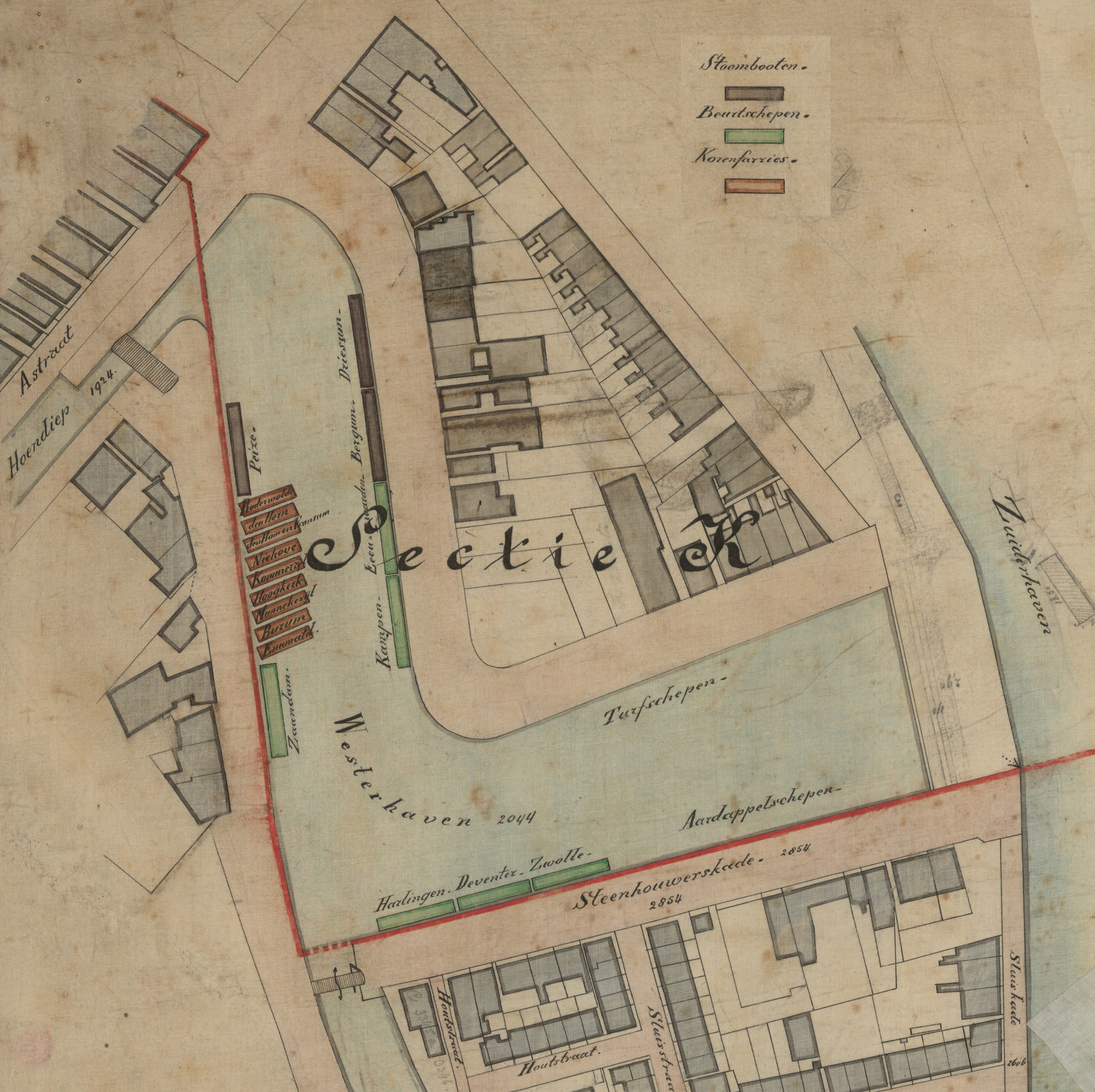
Kadastrale kaart uit ca. 1900 van de v-vormige Westerhaven met daarin aangegeven de ligplaatsen van de stoomboten, beurtschepen en korenferries. Bij elke ligplaats is de bestemming aangegeven. Linksonder het verbindingskanaal naar de sluis en rechtsonder de Zuiderhaven.
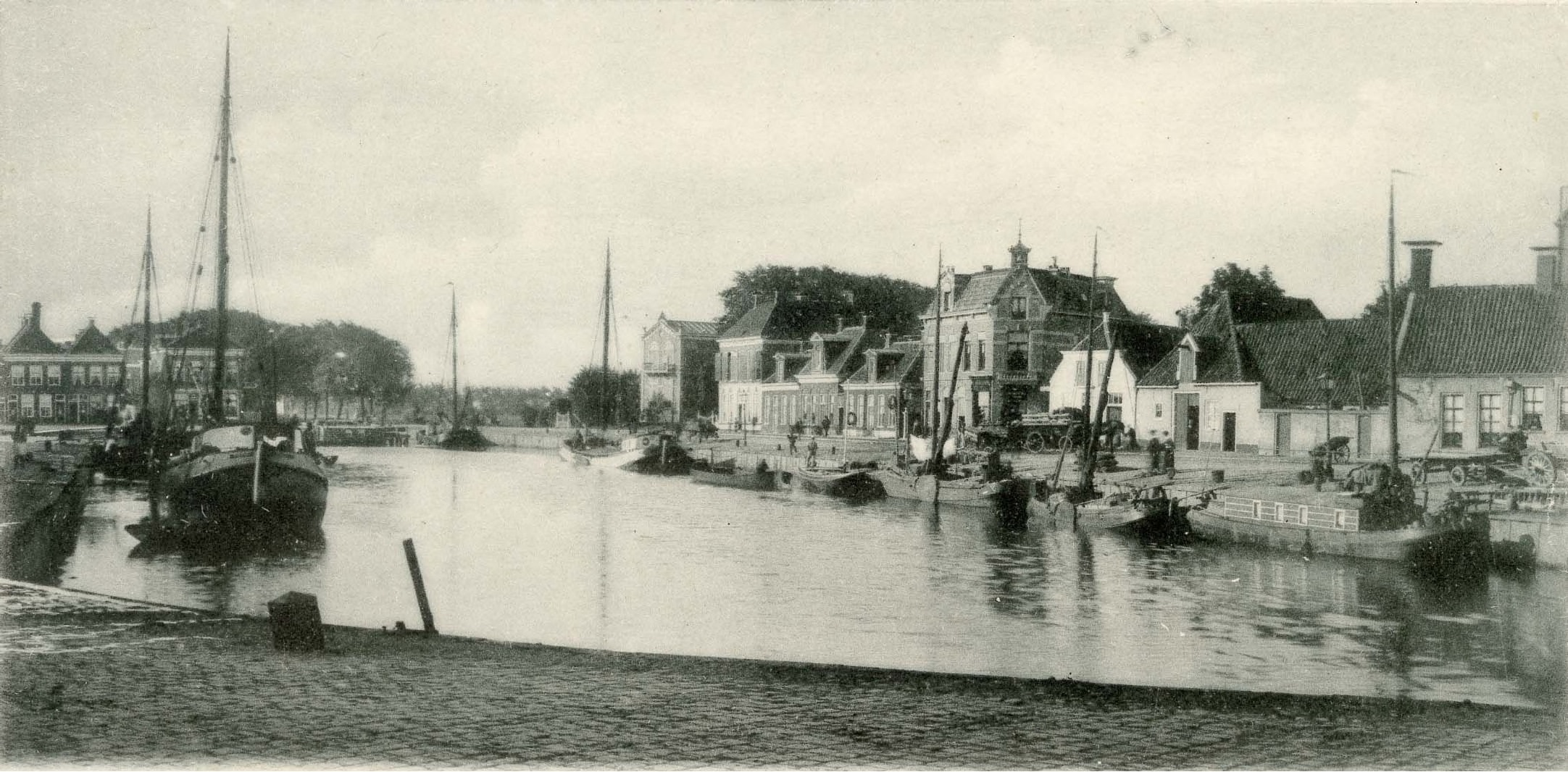
De Westerhaven rond 1900 gezien vanuit het noorden. Rechts de toenmalige gebouwen langs de westzijde van de haven.
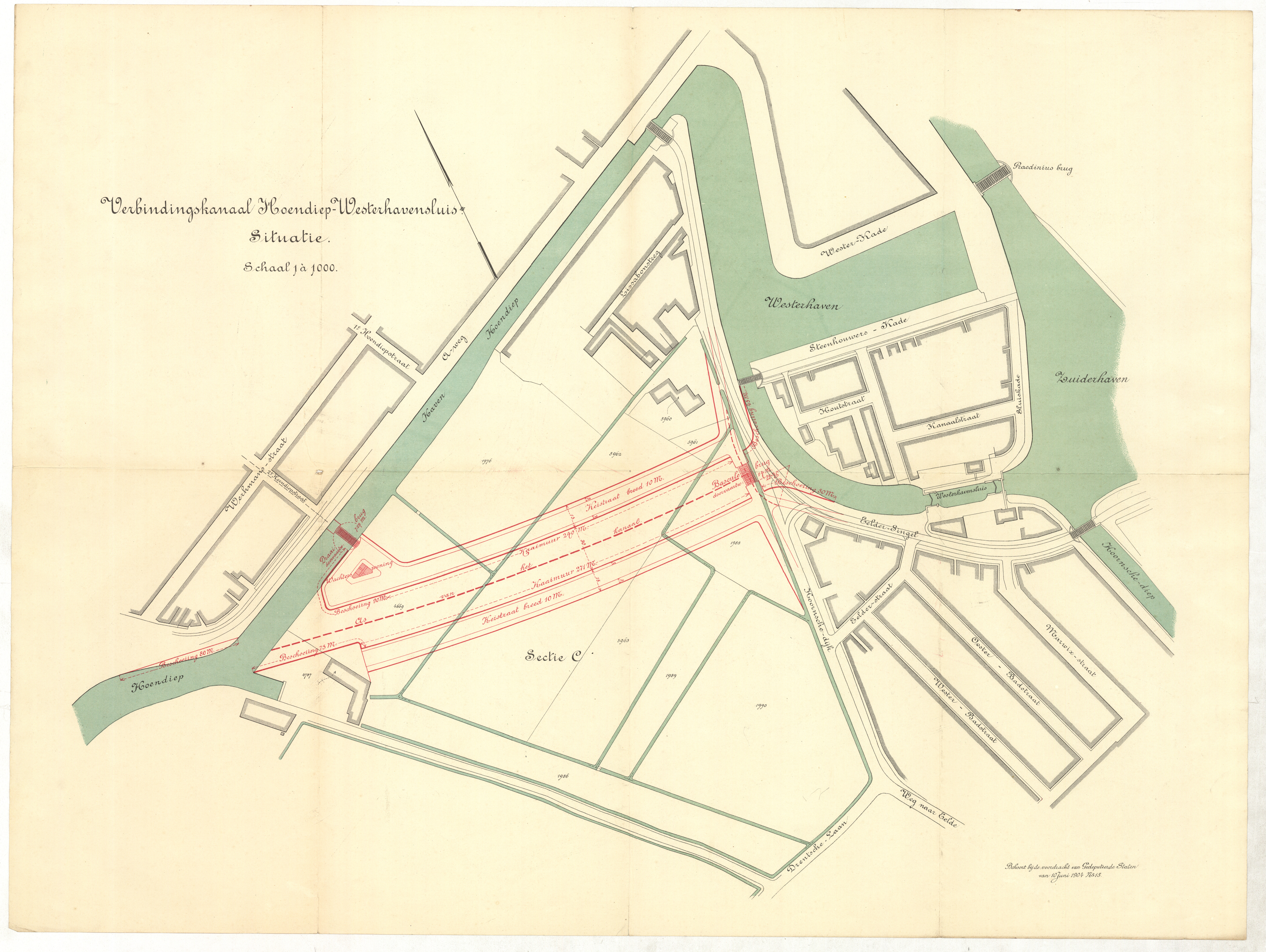
Projectie van het Eendrachtskanaal. Onderdeel van een ontwerp uit 1904.
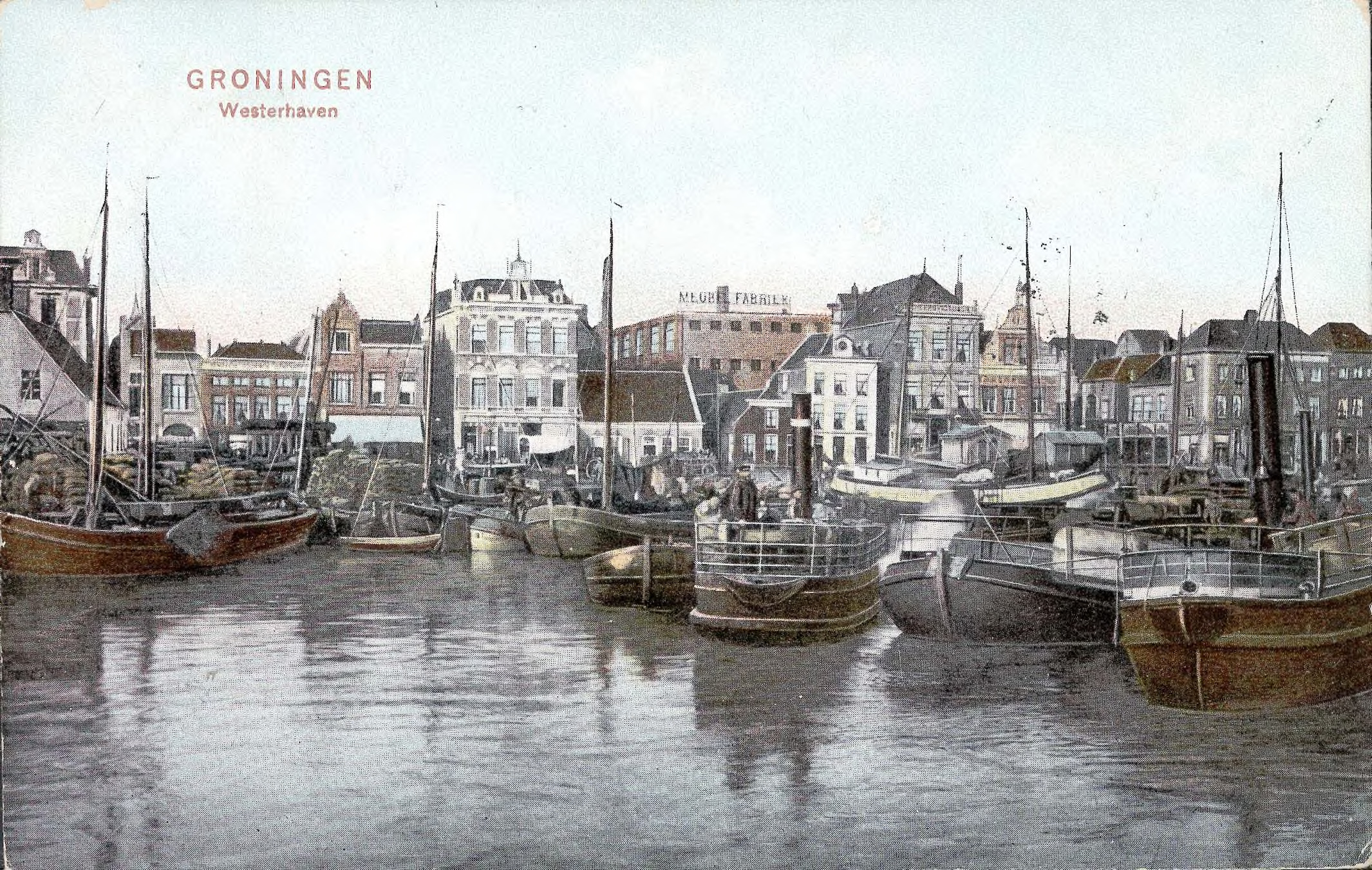
Schepen in de haven (1906)
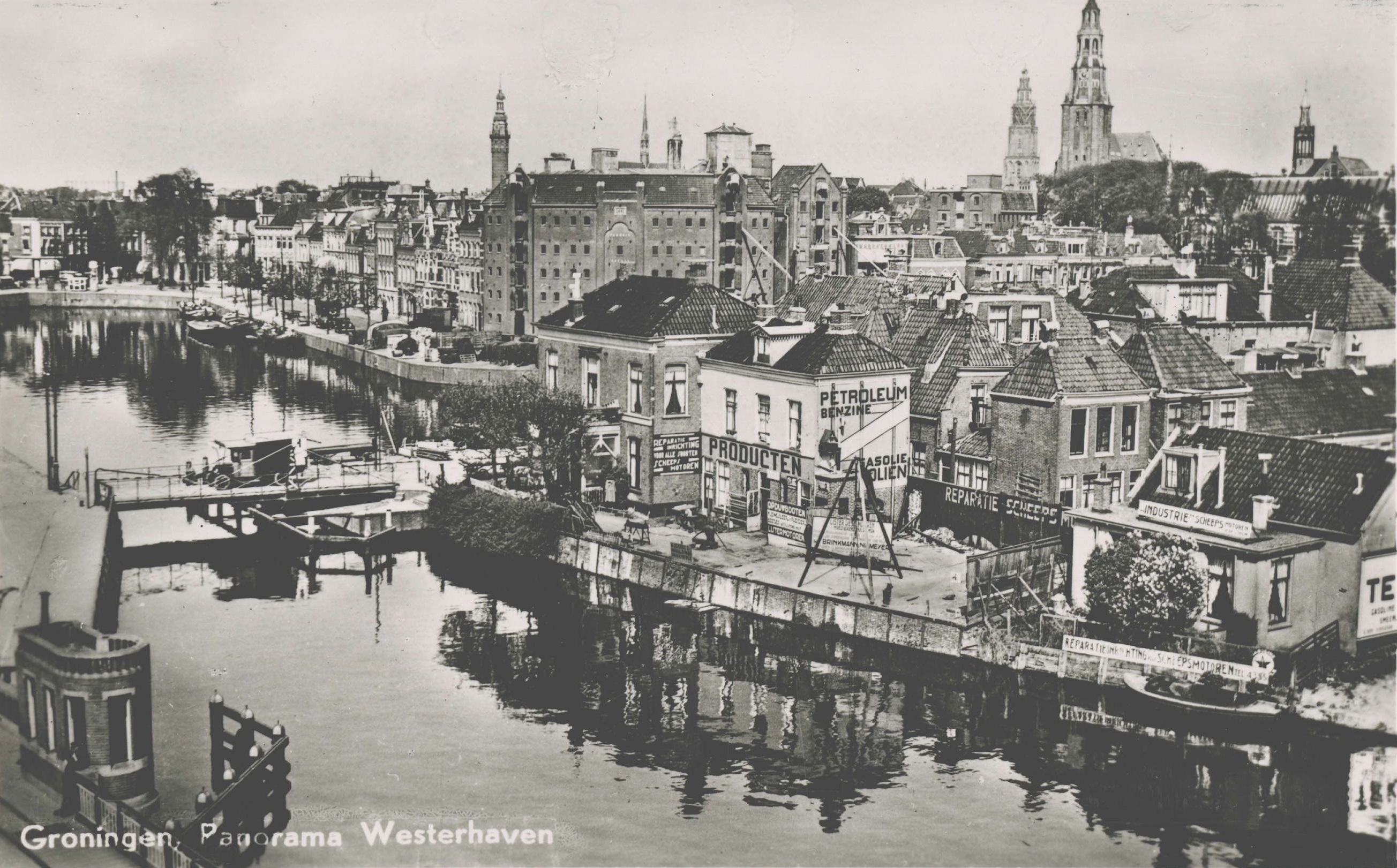
Het kanaal tussen sluis en Westerhaven gezien vanaf de brug naar het Eendrachtskanaal met op de achtergrond het westelijke deel van de Westerhaven. Het oostelijke deel is niet zichtbaar door de bebouwing.

### Na de demping
Na het dempen bleef de Westerhaven lang een grote open ruimte waar niet echt een functie voor was. Een tijdlang werd de ruimte gebruikt voor de markt, maar nadat deze was teruggekeerd naar de Grote Markt werd de Westerhaven alleen nog maar gebruikt als parkeerplaats. Aan het eind van de twintigste eeuw werd met de ontwikkeling tot winkelgebied, midden op de Westerhaven, uiteindelijk een invulling gevonden. Naast een groot aantal winkels en een ondergrondse parkeergarage bevond zich van 2004 tot 2019 ook het Nederlands Stripmuseum in het Westerhavengebied.

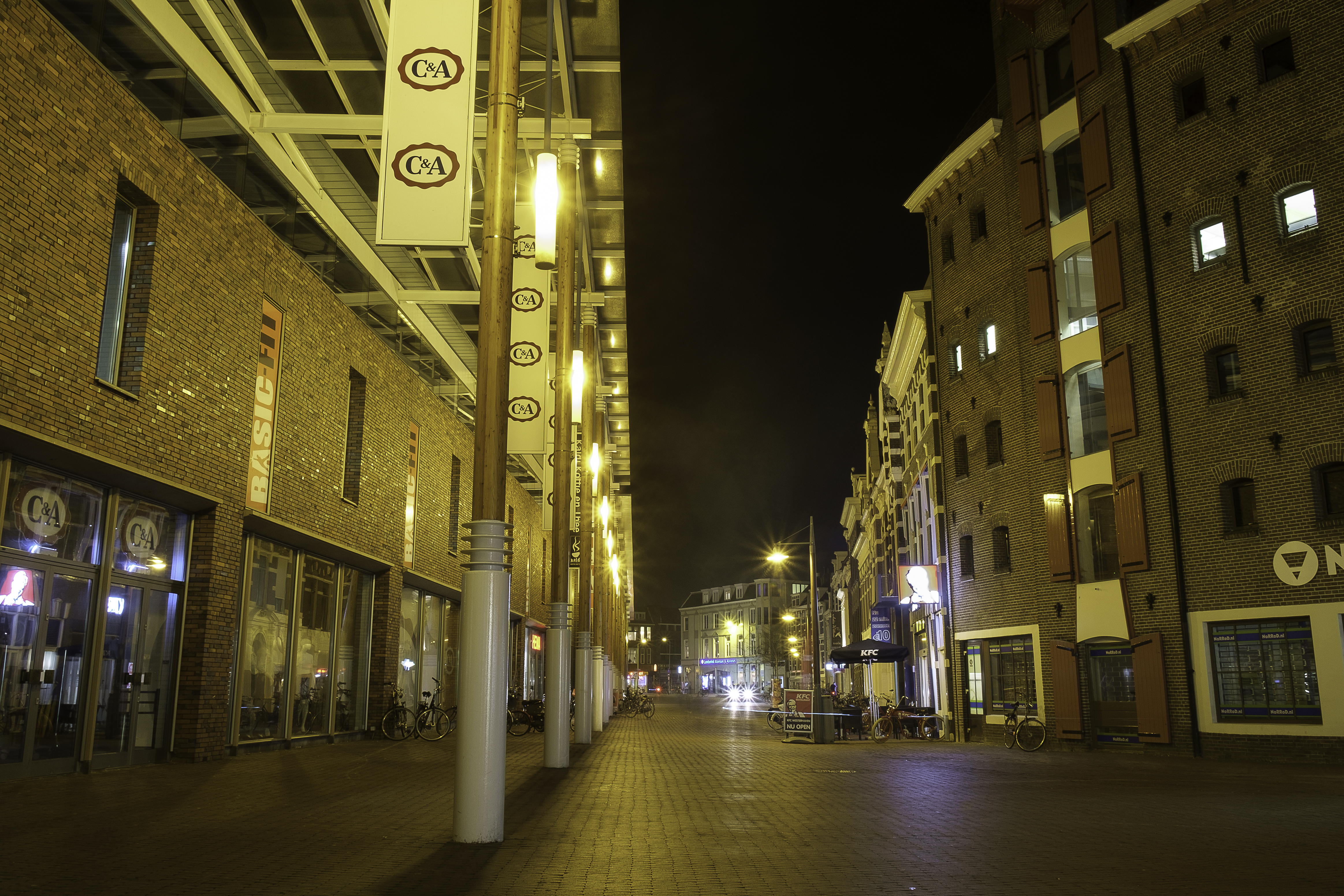
Winkelgebied Westerhaven bij avond
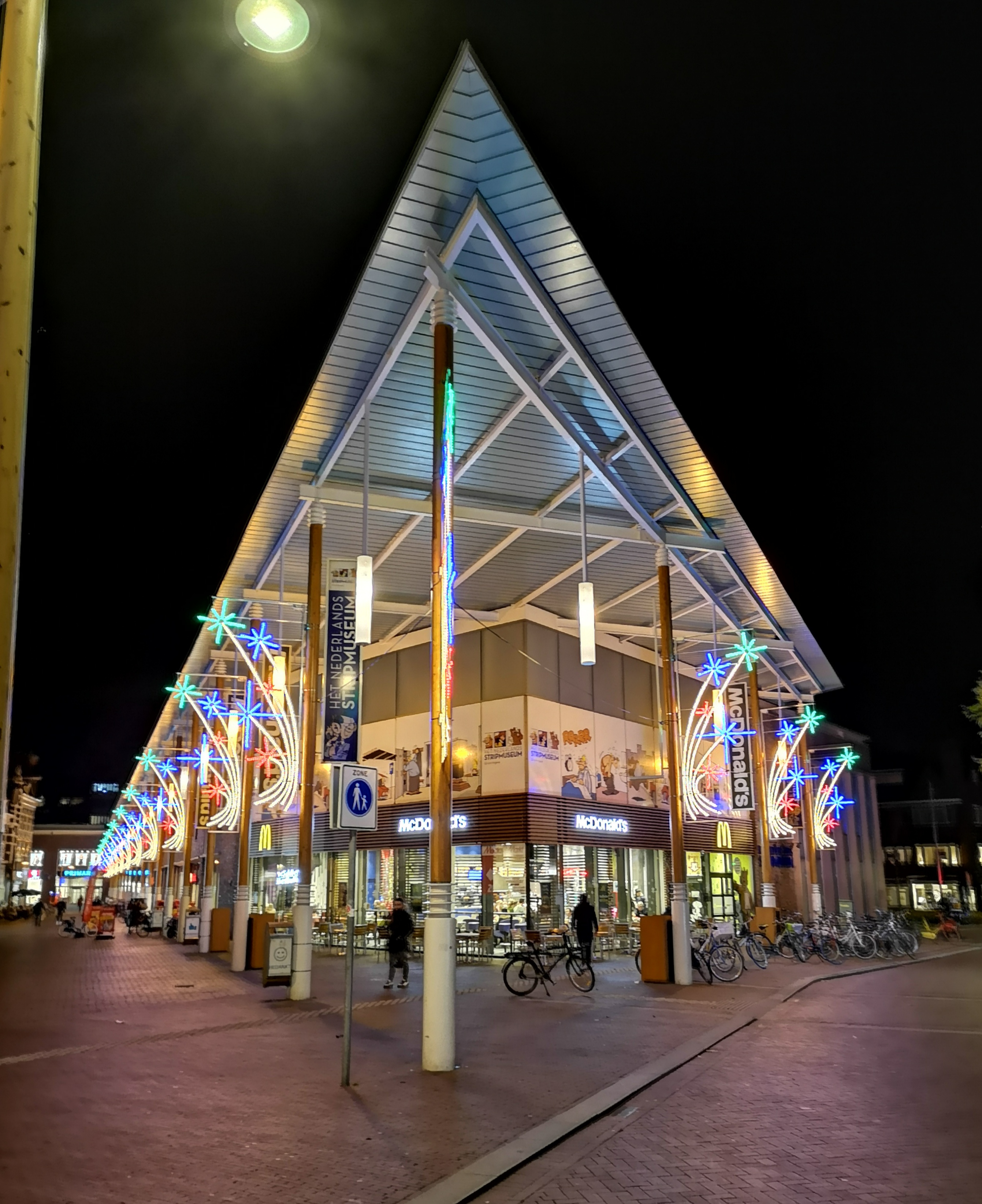
Voorzijde Westerhaven